# Elisabeth Juudas
Elisabeth Juudas (* 8. Juli 1988 in Tallinn) ist eine ehemalige estnische Biathletin und heutige Biathlontrainerin. Sie trainiert das schwedische IBU-Cup-Team.

## Karriere
Elisabeth Juudas lebt in Tallinn und startet für Nõmme Spordiklubi. Sie hatte ihr internationales Debüt im Rahmen der im heimischen Otepää ausgetragenen Sommerbiathlon-Weltmeisterschaften 2007, bei denen sie in den Juniorenrennen auf Rollski 32 des Sprints wurde und im Verfolgungsrennen als überrundete Läuferin ausschied. Es folgten die Juniorenrennen der Biathlon-Europameisterschaften 2009 in Nové Město na Moravě, bei denen die Estin 58. des Einzels, 54. des Sprints, 44. der Verfolgung und Elfte mit der Staffel wurde. Auch 2010 nahm sie an der Europameisterschaft teil, bei der sie in Ufa 28. des Einzels, 29. des Sprints wurde und das Verfolgungsrennen erneut als überrundete Läuferin nicht beenden konnte.
Ihren Einstand bei den Frauen im Leistungsbereich gab Juudas zum Auftakt der Saison 2008/09 im IBU-Cup. Bei den Rennen in Idre belegte sie die Plätze 74 und 66 in Sprintrennen. Erste Punkte gewann sie 2010 als 37. eines Einzels in Nové Město. Bessere Platzierungen erreichte sie bislang in der Rennserie nicht. Zu Beginn der Saison 2009/10 bestritt Juudas auch ihr erstes Rennen im Biathlon-Weltcup. Im Einzel von Östersund kam sie auf den 111. Platz. Sie bestritt etwa die Hälfte der Einzel- und Sprintrennen der Saison, bestes Resultat wurde ein 76. Platz bei einem Sprint in Kontiolahti. Erste internationale Meisterschaft wurden die Biathlon-Europameisterschaften 2010 in Otepää. Bei den Wettbewerben in ihrer estnischen Heimat wurde Juudas 45. in Einzel und Sprint sowie mit Kadri Lehtla, Sirli Hanni und Eveli Saue Staffel-Fünfte.

## Biathlon-Weltcup-Platzierungen
Die Tabelle zeigt alle Platzierungen (je nach Austragungsjahr einschließlich Olympische Spiele und Weltmeisterschaften).
- 1.–3. Platz: Anzahl der Podiumsplatzierungen
- Top 10: Anzahl der Platzierungen unter den ersten zehn (einschließlich Podium)
- Punkteränge: Anzahl der Platzierungen innerhalb der Punkteränge (einschließlich Podium und Top 10)
- Starts: Anzahl gelaufener Rennen in der jeweiligen Disziplin

| Platzierung | Einzel | Sprint | Verfolgung | Massenstart | Staffel | Gesamt |
| ----------- | ------ | ------ | ---------- | ----------- | ------- | ------ |
| 1. Platz    |        |        |            |             |         |        |
| 2. Platz    |        |        |            |             |         |        |
| 3. Platz    |        |        |            |             |         |        |
| Top 10      |        |        |            |             |         |        |
| Punkteränge |        |        |            |             | 2       | 2      |
| Starts      | 3      | 5      |            |             | 2       | 10     |